# Isidore Baes
Isidore Baes (Ieper, ca. 1595 - Rome, 1666), ook De Baes en Isidore de Saint-Joseph, was een West-Vlaams karmeliet en geschiedschrijver.

## Levensloop
Baes werd in 1623 in Douai tot priester gewijd, binnen de orde van karmelieten. In 1642 werd hij superior in Malta van het missieseminarie. Van 1650 tot 1656 was hij procureur-generaal van zijn orde.

## Publicaties
- Le bouquet sacré de la bienheureuse Vierge Marie du Mont-Carmel, 1627.
- Vita, virtutes et epistolae spirituales Joannis a Jesu-Maria, carmelitarum excalceatorum prapositi generalis, 1649.
- Praxis verae fidei qua justus vivit, 1627.
- Privilegia Carmelitarum excalceatorum Annalium Congregationis Italicae Carmelitanae excalceatorum, 1666.